# Металлист (футбольный клуб)
Эта статья — о клубе, существовавшем в 1925—2016 годах. О современных клубах см. Металлист 1925 и Металлист (футбольный клуб, 2019).
«Металли́ст» (укр. «Металіст») — бывший украинский футбольный клуб из города Харькова. Серебряный призёр Чемпионата Украины по футболу сезона 2012/13. Шестикратный бронзовый призёр Чемпионата Украины по футболу, четвертьфиналист Лиги Европы УЕФА сезона 2011/12. В розыгрыше Лиги чемпионов УЕФА сезона 2013/14 вышел в «раунд плей-офф», однако был дисквалифицирован за участие в признанном договорным матче с львовскими «Карпатами». Обладатель Кубка СССР сезона 1987/88, финалист Кубка Украины 1992 года. После окончания сезона 2015/16 потерял профессиональный статус из-за финансовых проблем — отказа последнего владельца клуба Сергея Курченко погашать огромные долги перед футболистами, тренерским штабом и обслуживающим персоналом и его нежелания продать «Металлист» другим потенциальным инвесторам.
После распада «Металлиста» летом 2016 года в Харькове возникли два клуба. Группа болельщиков, футбольных менеджеров и бывших футболистов «Металлиста» (Линке, Призетко, Горяинов, Ралюченко и другие) на основе выпускников его академии создала новый клуб — «Металлист 1925». Этот клуб стал серебряным призёром Любительского чемпионата Украины 2016/17, бронзовым призёром Второй лиги 2017/18, бронзовым призёром Первой лиги 2020/21 и в сезоне 2021/22 представляет Харьков в Украинской премьер-лиге. Учредители клуба заявляют о намерениях в кратчайшие сроки выиграть медали УПЛ. Другой клуб, СК «Металлист», создали представители Сергея Курченко. Клуб С. Курченко с июля по октябрь 2016 года играл в чемпионате Харьковской области, после чего прекратил свое существование. 

## История названий
- 1925—1945 — ХПЗ (Харьковский паровозостроительный завод)
- 1946—1953 — «Дзержинец» (команда представляла всесоюзное ДСО «Дзержинец»)
- 1953—1957 — «Авангард» (команда представляла всесоюзное ДСО «Авангард»)
- 1957—1967 — «Авангард» (команда представляла республиканское ДСО «Авангард»)
- 1967—2016 — «Металлист»

## История клуба
Список сезонов футбольного клуба «Металлист»  

### СССР
История харьковского «Металлиста» началась в декабре 1925 года — при коллективе «Харьковского паровозостроительного завода» (ныне «Завод имени Малышева») была создана футбольная команда.
В те годы в коллективе были воспитаны такие футболисты, как вратарь сборной СССР Александр Бабкин, игроки сборной Украины Андрей Пономаренко, братья Пётр и Павел Семёновы, в этой команде продолжали свой спортивный путь и игроки сборной СССР Николай Кротов и Иван Натаров. В 1935 году команда ХПЗ впервые становится чемпионом Харькова, а уже в следующем сезоне дебютирует в розыгрыше Кубка СССР.
После успешного выступления в республиканских соревнованиях команда под названием «Дзержинец» в 1947 году дебютировала в чемпионате СССР среди команд класса «Б» и выступала в этом турнире три сезона.
В 1956 году команда под названием «Авангард» (сменив земляков из команды «Локомотив», заявляется в класс «Б») вторично дебютирует на всесоюзной арене и с тех пор является бессменным участником чемпионатов Союза и розыгрышей Кубков СССР, а с 1992 года — чемпионатов и розыгрышей Кубка Украины. Четыре сезона авангардовцы выступали в классе «Б», а когда в 1960 году произошла реорганизация футбольного хозяйства Союза, им было предоставлено место в главном турнире. На следующий год харьковчане под руководством А. С. Пономарёва и В. Зуба заняли 6-е место — это высшее достижение команды в чемпионатах СССР.
В той команде выступали Н. Уграицкий, Е. Власенко, Е. Пирогов, В. Марьенко, Ю. Соколов, В. Тодоров, Ш. Ригвава, В. Ожередов, Н. Масленников, Е. Панфилов, Н. Королев, С. Костюк, Ю. Нестеров, Ю. Воронов, К. Хачатуров, В. Беспалый, А. Крощенко, Э. Мангасаров, Б. Чернышев, Б. Шишков и др. В 1963 году футболисты «Авангарда» (спортклуб завода им. Малышева) завоевали серебряные медали чемпионата СССР среди юниоров. В 1965 году малышевцы завоевали малые бронзовые медали в турнире команд второй группы класса «А».
В 1967 году команда переименовывается в «Металлист» в связи с переходом во всесоюзное спортобщество «Зенит» (по одной из версий название команде дал её тогдашний тренер Виктор Каневский, а по другой — руководство завода им. Малышева) и под этим названием выступает до настоящего времени. В том же сезоне харьковчане в этом турнире завоевывают серебряные награды. В эти годы в команде играли: А. Савченко, Е. Несмеян, Н. Тимошенко, А. Поскотин, Н. Кольцов, Е. Панычев, Е. Панфилов, Н. Королёв, С. Костюк, Ю. Несмеян, А. Козлов, Г. Орлов, Л. Колтун, В. Носов, И. Хоткевич, В. Пестриков, В. Милес, В. Аристов, В. Онисько, В. Гунько, А. Малявкин, И. Матвиенко, А. Панов, Н. Каштанов, А. Кафаджи, Р. Юшка, В. Поляков, А. Борисенко, Я. Немировский и др. В 1978 году харьковчане завоевали золотые медали чемпионата республики и вышли в первую лигу чемпионата СССР.
Через два года «Металлист» завоевал малые бронзовые, а в сезоне 1981 года — малые золотые медали за победу в турнире команд первой лиги национального первенства и путевку в высшую лигу всесоюзного чемпионата.
В те годы цвета команды защищали: Р. Поточняк — капитан команды, Ю. Сивуха, А. Косолапов, В. Крячко, Г. Дегтярев, В. Камарзаев, И. Ледней, С. Малько, Л. Ткаченко, С. Берников, Л. Сааков, А. Горбик, С. Сапешко, В. Линке, Н. Бачиашвили, Ю. Цымбалюк, А. Довбий, В. Шаленко, В. Журавчак, В. Двуреченский, В. Туховский и др.
С 1982 года в течение десяти сезонов «Металлист» выступал с переменным успехом в высшей лиге чемпионата СССР, а в розыгрыше Кубка СССР в 1983 и 1988 годах пробился в финал (в первом финальном матче уступил донецкому «Шахтёру» — 0:1, а во втором завоевал почетный трофей, обыграв московское «Торпедо» — 2:0 и получил право играть в Кубке обладателей кубков европейских стран). Эти годы (с 1977 по 1988) командой руководил Е. Лемешко, которого сменил его помощник Л. Ткаченко. Врачом команды в 1982 году успешно работал Шокало Д. Л.
Из игроков «Металлиста» была составлена студенческая сборная СССР, которая представляла страну на Универсиаде 1991 года в Шеффилде и заняла там девятое место. Состав «Металлиста» на Универсиаде: Дудка, Помазун, Деревинский, Касторный, Колоколов, Ланцфер, Пец, Синицкий, Медвидь, Хомуха, Шулятицкий, Яблонский, Яловский, Кандауров, Ниченко, Призетко.
В вцсшей лиги чемпионата СССР — с 1949 г.(кроме 1951, 1952, 1955-1959, 1964-1981 гг) В 552 матчах +167=147-238 , мячи 527-697.
Самая крупная победа — 4:0 («Пахтакор» - 1960, ЦСКА и «Нефтчи» - 1984г.). Самое крупное поражение  — 0:7 («Спартак» М - 1985г.).

### Украина
В высшей лиге Украины харьковчане дебютировали в 1992 году, во втором турнире заняли 5-е место. В том сезоне командой руководили — в первом круге Леонид Ткаченко, затем — Виктор Аристов и Сергей Доценко. В первенстве 1994/95, после трёх сезонов выступления в высшей лиге, команда выбыла в первую лигу и вернулась в её ряды через четыре года. В сезонах 1999/2000 и 2001/2002 «Металлист» под руководством Михаила Фоменко повторил свой предыдущий наилучший результат — 5 место в высшей лиге.
По итогам чемпионата 2002/2003 выбыв из высшей лиги, команда в следующем сезоне под руководством Геннадия Литовченко вернулась туда. Высшего достижения в розыгрышах Кубка Украины «Металлист» добился в 1992 году под руководством Леонида Ткаченко, когда вышел в финал турнира, но в дополнительное время уступил одесскому «Черноморцу». В той команде играли А. Помазун, О. Касторный, В. Яловский, И. Панчишин — капитан команды, Р. Пец, Ю. Миколаенко, Д. Хомуха, С. Кандауров, Г. Аджоев, А. Призетко, В. Колесник, А. Боровик, Я. Ланцфер, А. Шинкарев, Е. Назаров, И. Ниченко, Д. Чуприн, А. Карабута, В. Пушкуца и др. В следующем сезоне харьковчане были полуфиналистами этого турнира.
В чемпионате Украины 2005/2006 под руководством Мирона Маркевича «Металлист» сначала повторил своё лучшее достижение, заняв 5-е место, а несколько футболистов вызывались в национальные сборные своих стран (Ганцарчик — Польша, Кучер — Украина, Джакобия — Грузия, Бордиян — Молдавия). В следующем сезоне «Металлист» завоевал бронзовые медали. В пяти следующих чемпионатах клуб неизменно финишировал на третьем месте.

В декабре 2012 года Ярославский неожиданно продал клуб. Новым владельцем стала структура под руководством Сергея Курченко. 26 декабря появилось заявление Курченко:

Я не хочу смотреть в спину донецкому «Шахтеру» и киевскому «Динамо», я не хочу каждый год праздновать, что мы завоевали бронзовые медали Чемпионата Украины. Я хочу, чтобы на нашем стадионе звучал гимн Лиги Чемпионов. Наша цель — в течение трех лет выиграть золото Чемпионата, а в течение пяти лет привезти в Харьков европейский трофей.
В сезоне 2012/13 клуб занял второе место, но был отстранён от участия в Лиге чемпионов из-за признанного договорным матча с «Карпатами» в 2008 году и играл в групповом раунде Лиги Европы. 24 февраля 2014 года Маркевич подал в отставку и заявил о возможном прекращении существования клуба.
8 июня 2016 года было объявлено об исключении «Говерлы» и «Металлиста» из числа участников чемпионата Украины. Оба клуба не получили аттестат ФФУ из-за долгов.
3 октября 2017 года генеральный прокурор Украины объявил о конфискации клуба у Курченко и передачи его в собственность государства.

#### Фарм-клуб
В 1997—2005 годах имелся выступавший во второй лиге фарм-клуб «Металлист-2».

#### Создание двух клубов
В июле 2016 года, после того, как «Металлист» из-за долгов был исключён из состава ПФЛ, владельцем клуба Сергеем Курченко на базе академии «Металлиста» была создана любительская команда СК «Металлист», заявившаяся на второй круг высшей лиги чемпионата Харьковской области вместо команды УФК. Среди предполагаемых причин создания Сергеем Курченко СК «Металлист» называлась возможность продолжать под видом нового клуба выводить средства в оффшоры, используя клубную бухгалтерию. 16 июля 2016 года СК «Металлист» сыграл первый матч в областном первенстве, крупно проиграв команде «Квадро» из Первомайского со счетом 1:4. По итогам чемпионата Харьковской области 2016 года СК «Металлист» занял последнее место в турнирной таблице. В 2017 году команда С. Курченко не принимал участие ни в одном турнире под эгидой ПФЛ, АЛФУ или ХОФФ и де-факто прекратила свое существование.
В августе 2016 года группа харьковских ультрас, футбольных деятелей и бизнесменов создала футбольный клуб «Металлист 1925». В тренерский штаб команды вошли последний тренер «Металлиста» Александр Призетко и Александр Горяинов, генеральным директором клуба стал бывший игрок «Металлиста» Владимир Линке. Основу «Металлиста 1925» составили харьковские футболисты — выпускники академии «Металлиста». В сезоне 2016/17 «Металлист 1925» стал серебряным призером Любительского чемпионата Украины. 21 июля 2017 года клуб был принят в состав ПФЛ и получил профессиональный статус. В сезоне 2017/18 «Металлист 1925» завоевал бронзовые медали второй лиги чемпионата Украины и вышел в первую лигу. Создатели клуба заявляли о намерениях в кратчайшие сроки выйти в Премьер-лигу и занять в ней призовое место.

### Договорной матч
19 апреля 2008 года в матче чемпионата Украины «Металлист» выиграл дома у «Карпат» со счетом 4:0. После расследования обстоятельств этого матча, в августе 2010 года, контрольно-дисциплинарный комитет Федерации футбола Украины (ФФУ) пришёл к выводу, что матч был договорным, лишил «Металлист» девяти очков и оштрафовал на 25 тысяч долларов. В знак протеста против этого решения Федерации тренер «Металлиста» Мирон Маркевич подал в отставку с поста тренера сборной Украины по футболу (его контракт был заключён с ФФУ).
19 октября 2010 года апелляционный комитет ФФУ огласил своё решение в деле о договорном характере матча. В решение, вынесенное ранее контрольно-дисциплинарным комитетом, были внесены некоторые изменения. Самыми главными стали следующие поправки: «Металлист» лишён бронзы сезона 2007/2008 (судьба медалей неизвестна), также с «Металлиста» и «Карпат» снимались всё те же девять очков, только со следующего сезона. Вместо пожизненного отстранения от футбольной деятельности экс-игроку «Карпат» Сергею Лащенкову и заместителю гендиректора «Металлиста» Евгению Красникову дали по пять лет дисквалификации. Генеральному директору «Карпат» Игорю Дедышину — три года вместо пяти, а все футболисты «Карпат», принимавшие участие в той игре, были дисквалифицированы на два года условно. Вокруг этого решения закрутился затяжной конфликт между в то время владельцем клуба Александром Ярославским и главой ФФУ Григорием Суркисом.
1 ноября «Металлист» подал в Спортивный арбитражный суд в Лозанне заявление об апелляционном обжаловании решения апелляционного комитета ФФУ. В этом заявлении клуб требовал отмены решения АК ФФУ по указанному делу, включая:
- Отмену признания матча «Металлист»-«Карпаты» сезона 2007/2008 чемпионата Украины по футболу договорным.
- Отмену всех санкций, наложенных на «Металлист» и лично на Е. Красникова и С. Пшеничных.
- Возмещение всех расходов, понесенных ФК «Металлист» в связи с этим делом[20].

2 августа 2013 года Спортивный арбитражный суд вынес решение по делу:
1. «Металлист» лишён бронзовых наград сезона 2007/2008;
2. «Карпатам» и «Металлисту» предстоит выплатить штраф в размере 25 тысяч долларов;
3. с «Металлиста» и «Карпат» не будут снимать по 9 очков в сезоне 2011/2012, турнирная таблица того чемпионата остается без изменений;
4. футболисты Сергей Пшеничных, Николай Ищенко, Василий Кобин, Владимир Федорив, Мацей Налепа отстранены от соревнований на 3 года условно;[23] футболист Сергей Лащенков дисквалифицирован на 5 лет; всем вышеуказанным футболистам предписан штраф в 10 тысяч долларов;
5. спортивному директору «Металлиста» Евгению Красникову запрещено вести футбольную деятельность в течение пяти лет; кроме того, он оштрафован на 10 тысяч долларов;
6. руководство «Карпат» в лице Петра Дыминского и Игоря Дедышина понесёт наказание в виде штрафа на 5 и 2,5 тысячи долларов, соответственно. Запрет на футбольную деятельность в течение 12 и 6 месяцев заменен на испытательный срок в один год;
7. все санкции с генерального директора «Карпат» Александра Ефремова сняты.

Таким образом, апелляция «Металлиста» и «Карпат» удовлетворена лишь частично. Опираясь на вердикт Лозаннского суда, УЕФА возбудил дисциплинарное дело. 14 августа 2013 года было опубликовано решение УЕФА отстранить «Металлист» от участия в европейских кубковых турнирах сезона 2013/2014. Тем временем харьковский клуб добился в Верховном суде Швейцарии приостановки решения Спортивного арбитражного суда, после чего обратился в Лозаннский суд с требованием отмены решения УЕФА об отстранении от матчей еврокубков. Однако Лозаннский арбитраж отклонил эту апелляцию харьковского клуба. Таким образом, «Металлист», к тому времени в третьем отборочном раунде в двухматчевом противостоянии одолевший греческий ПАОК, был исключён из розыгрыша Лиги чемпионов 2013/2014.

### Еврокубки

#### 1988/1989
В сезоне 1988/89 годов «Металлист» представлял советский футбол в розыгрыше Кубка Кубков — в 1/16 был обыгран югославский «Борац» (0:2 в гостях и 4:0 дома), а в 1/8 подопечные Евгения Лемешко уступили голландской «Роде» (0:1 в гостях и 0:0 дома).

#### 2008/2009
В 2008 году «Металлист» свой первый матч в Кубке УЕФА 2008/09 проиграл турецкому «Бешикташу» со счётом 0:1. Ответный матч «Металлист» убедительно выиграл со счётом 4:1 и прошёл в групповой турнир Кубка УЕФА. Гол Джексона Коэльо в этом поединке был признан лучшим голом всего турнира.
6 ноября 2008 года в Харькове был сыгран первый матч группового этапа Кубка УЕФА 2008/09 против берлинской «Герты». Матч завершился со счетом 0:0. 27 ноября в гостевом матче против турецкого «Галатасарая» «Металлист» одержал победу со счётом 1:0. А уже, через 6 дней, 3 декабря харьковчане одержали победу над греческим «Олимпиакосом» 1:0 и вышли в 1/16 Кубка УЕФА. Закончили групповой этап харьковчане, выиграв 1:0 на выезде у португальской «Бенфики», став единственной командой в групповом турнире, не пропустившей ни одного мяча.
В 1/16 Кубка УЕФА соперником была итальянская «Сампдория». 18 февраля в гостях харьковчане выиграли с минимальным счетом 1:0. В домашней игре 26 февраля «Металлист» забил два безответных мяча итальянскому середняку и вышел в 1/8, где встречался с киевским «Динамо». Первую встречу он справедливо проиграл в столице со счетом 0:1, но во второй выиграл 3:2. Однако по мячам, забитым на выезде, в четвертьфинал вышел киевский клуб.

#### 2009/2010
Выступление в Лиге Европы УЕФА харьковский «Металлист» начал с третьего отборочного раунда. На этом этапе соперником была команда «Риека» (Риека, Хорватия). Первый матч на выезде завершился со счетом 2:1 в пользу «Металлиста». Ответный матч также выиграли харьковчане со счетом 2:0.
В следующем раунде плей-офф «Металлисту» достался «Штурм» (Грац, Австрия). Первый матч на выезде 20 августа 2009 года завершился результативной ничьей 1:1. Ответный матч в Харькове 27 августа завершился сенсационным, но тем не менее полностью закономерным поражением команды со счетом 0:1. Суммарный счет стал 1:2 в пользу «Штурма», и «Металлист» выбыл из розыгрыша Кубка Лиги Европы

#### 2010/2011

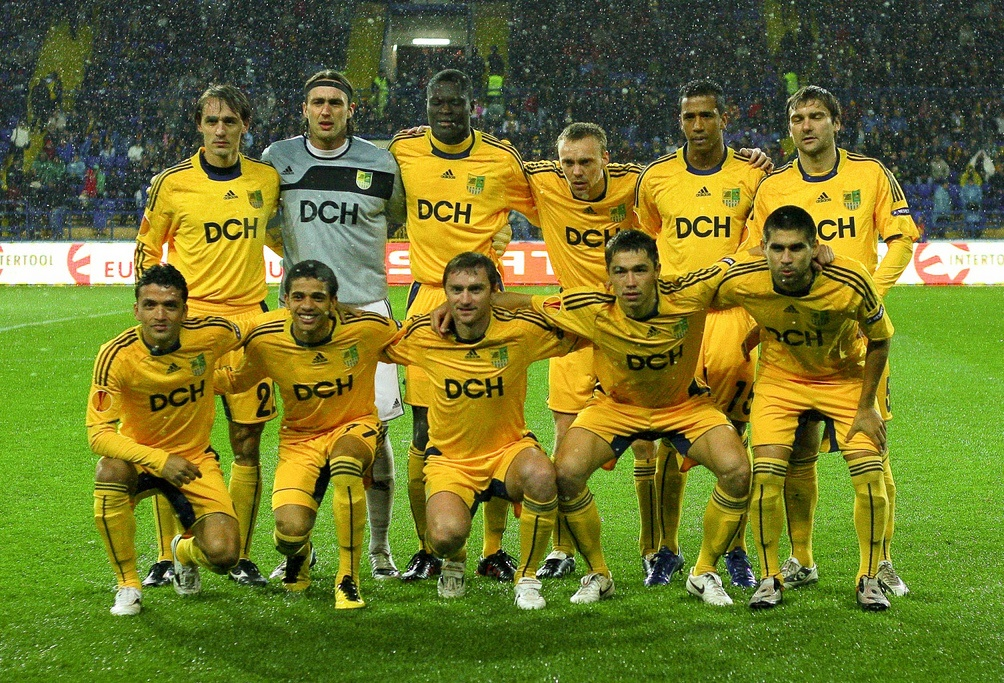
Командное фото перед матчем Лиги Европы против ПСВ

В 2010 году «Металлист» свой первый матч в Лиге Европы УЕФА 2010—2011 выиграл на выезде у кипрской «Омонии» со счётом 1:0. В ответном матче на своём поле команда добилась волевой (или, как её назвали в СМИ, «валидольной») ничьи 2:2 и прошла в групповой этап Лиги Европы.
В первом матче группового этапа команда из Харькова уверенно победила на выезде венгерский «Дебрецен» со счётом 5:0. Во втором матче 30 сентября команда Мирона Маркевича проиграла голландскому ПСВ со счётом 0:2. На результат матча в значительной мере повлияло удаление Вильягры и пенальти в середине первого тайма, а также погодные условия — весь день в Харькове был сильный ливень. В матче третьего тура группового этапа Лиги Европы «Металлист» победил итальянскую «Сампдорию» 2:1. На 54-й минуте при счете 1:1 «Металлист» остался в меньшинстве. После небольшой потасовки с игроками «Сампдории» красную карточку перед собой увидел один из лидеров атак «Металлиста» Тайсон. В оставшееся время харьковчане сумели таки забить победный мяч. На 73-й минуте Клейтон Шавьер в падении ударом через себя замкнул прострел Эдмара.
1 декабря при холодной погоде (-10) и скользком поле харьковчане вырвали дома победу у «Дебрецена». «Металлист» обеспечил себе выход в весеннюю стадию плей-офф, где в 1/16 встретился с немецким «Байером» из Леверкузена. «Металлист» первую игру дома проиграл с неприличным счетом 0:4, а в ответном — 0:2 и выбыл из розыгрыша Лиги Европы.
2011/2012
В сезоне сезоне 2011—2012 команда снова уверенно преодолела квалификацию Лиги Европы, разгромив со счетом 4-0 французский «Сошо», после чего выиграла группу. Весной команда дошла до 1/4 финала, где уступила португальскому «Спортингу».
В следующем году команда вновь выиграла группу Лиги Европы, выйдя в первом раунде плей-офф на английский «Ньюкасл».

## Клубные цвета и форма
Цвета клуба
| Жёлтый | Синий |

Форма вратарей
| 1925—1980 |

| 1980—1985 |

Форма игроков
| 1925—1980 |

| 1980—1985 |

В первых официальных матчах, проведённых в середине 1920-х годов, футболисты команды «ХПЗ» выступали в светло-синих футболках и белых трусах. С того времени эта цветовая гамма стала основной для формы футболистов харьковской команды.
При реорганизации команды «Авангарда» в «Металлист» бело-синие цвета появились на эмблеме клуба. В начале 1980-х годов в Харькове начало набирать массовость фанатское движение и в его среде стали широко использоваться, патриотические, неофициально запрещённые в советский период, жёлто-синие цвета. С дальнейшим ростом в фанатской среде патриотических настроений, к 1990 году жёлто-синие цвета стали преобладающими среди болельщиков «Металлиста».
В 1990 году эмблема клуба стала жёлто-сине-белой, однако расцветка футбольной формы до 1999 года осталась прежней — команда играла в синей, сине-белой и в белой форме. В 2000-х годах постепенно стали переходить к бело-сине-жёлтой, а с 2005 года жёлто-синей форме. Начиная с сезона 2007/2008 домашние матчи команда проводит в жёлтых с синими вставками футболках и тёмно-синих трусах, а в качестве запасной формы использовала сочетание синих футболок и гетр с жёлтыми трусами.
В первых чемпионатах Украины, до конца 1990-х годов, «Металлист» играл в форме германской фирмы Reusch, затем перейдя к экипировке Adidas.
С 2009 года, Adidas стал техническим спонсором клуба, подготовив игровую форму специального дизайна, с использованием традиционных клубных цветов — жёлтого Sunshine и тёмно-синего New Navy.

## Традиции

### Эмблема
До 1970-х годов команда выступала под эмблемами добровольных спортивных обществ, цвета которых защищала на тот момент — («Дзержинец», «Авангард», «Зенит»). Своя собственная эмблема у «Металлиста» появилась в 1977 году. Выполненная в бело-синем цвете, она представляла собой футбольный мяч заключённый в шестерню, символизируя принадлежность клуба к спортивным коллективам машиностроительной промышленности. До 1985 года эмблема дважды видоизменялась, однако неизменно содержала в себе мяч и шестерню бело-синего цвета. В 1985 году у «Металлиста» появилась совершенно новая эмблема — красно-серый щит с изображёнными на нём белым цветом молотом, шестернёй и литерой «М».

### Клубный символ
Тэнди
В 2000 году символом и талисманом команды «Металлист» становится индийский слонёнок Тэнди, подаренный харьковскому зоопарку тогдашним президентом клуба А. Б. Фельдманом.
Хорёк
В конце 2004 года вместо слонихи Тэнди новым символом и талисманом команды «Металлист» стал хорёк, выбранный болельщиками в результате интернет-голосования. Такой выбор связан с прозвищем клуба и его фанатов, якобы происходящим от названия города (хотя город топонимически никогда не назывался по названию хорька).

## Достижения

### Украинская ССР
- Чемпионат УССР 
  - Чемпион: 1978
  - Серебряный призёр (2): 1974, 1976
  - Бронзовый призёр: 1946

### СССР
- Кубок СССР 
  - Обладатель: 1987/88
  - Финалист: 1983
- Кубок Федерации футбола СССР 
  - Финалист: 1987
- Первая лига СССР 
  - Победитель: 1981
  - Бронзовый призёр (2): 1965, 1980
- Вторая лига СССР 
  - Бронзовый призёр (2): 1974, 1978

### Украина
- Чемпионат Украины 
  - Серебряный призёр: 2012/13
  - Бронзовый призёр (6): 2006/07, 2008/09, 2009/10, 2010/11, 2011/12, 2013/14
- Кубок Украины 
  - Финалист: 1992
- Первая лига Украины 
  - Серебряный призёр: 2003/04
  - Бронзовый призёр: 1997/98

### Международные
- Лига Европы УЕФА
  - Четвертьфинал: 2011/12

## Президенты
- Дмитрий Дрозник — 1992—1995
- Валерий Бугай — 1996—2001
- Александр Фельдман — 2001—2004
- Александр Ярославский — 2004—2012
- Сергей Курченко — 2012—2017[14]

## Результаты выступлений

### Статистика выступлений с 1992 года
| Сезон   | Лига         | Место | Игры | Выигр | Ничьи | Проигр | Забит | Проп | Очки | Кубок Украины | Еврокубки | Еврокубки       | Примечания                 |
| ------- | ------------ | ----- | ---- | ----- | ----- | ------ | ----- | ---- | ---- | ------------- | --------- | --------------- | -------------------------- |
| 1992    | Высшая лига  | 6     | 18   | 8     | 5     | 5      | 21    | 16   | 21   | Финал         |           |                 | 3 место в «Группе Б»       |
| 1992/93 | Высшая лига  | 5     | 30   | 12    | 7     | 11     | 37    | 34   | 31   | Полуфинал     |           |                 |                            |
| 1993/94 | Высшая лига  | 18    | 34   | 6     | 8     | 20     | 22    | 63   | 20   | 1/16 финала   |           |                 | Вылет в Первую лигу        |
| 1994/95 | Первая лига  | 10    | 42   | 17    | 9     | 16     | 48    | 44   | 60   | 1/32 финала   |           |                 |                            |
| 1995/96 | Первая лига  | 19    | 42   | 10    | 9     | 23     | 40    | 54   | 39   | 1/32 финала   |           |                 |                            |
| 1996/97 | Первая лига  | 12    | 46   | 18    | 9     | 19     | 55    | 53   | 63   | 1/32 финала   |           |                 |                            |
| 1997/98 | Первая лига  | 3     | 42   | 26    | 11    | 5      | 74    | 29   | 89   | 1/16 финала   |           |                 | Выход в Высшую лигу        |
| 1998/99 | Высшая лига  | 6     | 30   | 14    | 5     | 11     | 31    | 32   | 47   | 1/4 финала    |           |                 |                            |
| 1999/00 | Высшая лига  | 5     | 30   | 12    | 8     | 10     | 41    | 39   | 44   | 1/16 финала   |           |                 | Равенство очков с 6 местом |
| 2000/01 | Высшая лига  | 9     | 26   | 8     | 7     | 11     | 27    | 37   | 31   | 1/8 финала    |           |                 |                            |
| 2001/02 | Высшая лига  | 5     | 26   | 11    | 7     | 8      | 35    | 36   | 40   | 1/4 финала    |           |                 | Равенство очков с 4 местом |
| 2002/03 | Высшая лига  | 16    | 30   | 6     | 5     | 19     | 19    | 43   | 23   | 1/16 финала   |           |                 | Вылет в Первую лигу        |
| 2003/04 | Первая лига  | 2     | 34   | 19    | 9     | 6      | 51    | 24   | 66   | 1/16 финала   |           |                 | Выход в Высшую лигу        |
| 2004/05 | Высшая лига  | 11    | 30   | 9     | 7     | 14     | 25    | 37   | 34   | 1/16 финала   |           |                 |                            |
| 2005/06 | Высшая лига  | 5     | 30   | 12    | 7     | 11     | 35    | 42   | 43   | 1/8 финала    |           |                 | Равенство очков с 4 местом |
| 2006/07 | Высшая лига  | 3     | 30   | 18    | 7     | 5      | 40    | 20   | 61   | Полуфинал     |           |                 |                            |
| 2007/08 | Высшая лига  | 3     | 30   | 19    | 6     | 5      | 51    | 27   | 63   | 1/8 финала    | КУЕФА     | 1-й раунд       | Лишён бронзовых медалей    |
| 2008/09 | Премьер-лига | 3     | 30   | 17    | 8     | 5      | 44    | 25   | 59   | Полуфинал     | КУЕФА     | 1/8 финала      |                            |
| 2009/10 | Премьер-лига | 3     | 30   | 19    | 5     | 6      | 49    | 23   | 62   | 1/8 финала    | ЛЕ        | 4-й раунд       |                            |
| 2010/11 | Премьер-лига | 3     | 30   | 18    | 6     | 6      | 58    | 26   | 60   | 1/16 финала   | ЛЕ        | 1/16 финала     |                            |
| 2011/12 | Премьер-лига | 3     | 30   | 16    | 11    | 3      | 54    | 32   | 59   | 1/8 финала    | ЛЕ        | 1/4 финала      |                            |
| 2012/13 | Премьер-лига | 2     | 30   | 20    | 6     | 4      | 59    | 25   | 66   | 1/8 финала    | ЛЕ        | 1/16 финала     |                            |
| 2013/14 | Премьер-лига | 3     | 28   | 16    | 9     | 3      | 54    | 29   | 57   | 1/4 финала    | ЛЧ        | Плей-офф        | Дисквалификация в ЛЧ       |
| 2014/15 | Премьер-лига | 6     | 25   | 8     | 11    | 6      | 37    | 32   | 35   | 1/4 финала    | ЛЕ        | Групповой раунд | 26 тур был отменён         |
| 2015/16 | Премьер-лига | 10    | 26   | 5     | 9     | 12     | 22    | 46   | 24   | 1/16 финала   |           |                 |                            |

### Выступления в турнирах УЕФА
| Сезон   | Турнир         | Этап                       | Хозяева                                     | Счёт | Гости                                       |
| ------- | -------------- | -------------------------- | ------------------------------------------- | ---- | ------------------------------------------- |
| 1988/89 | Кубок кубков   | 1-й квалификационный раунд | Борац (Баня-Лука, Югославия)                | 2:0  | Металлист                                   |
| 1988/89 | Кубок кубков   | 1-й квалификационный раунд | Металлист                                   | 4:0  | Борац (Баня-Лука, Югославия)                |
| 1988/89 | Кубок кубков   | 2-й квалификационный раунд | Рода (Керкраде, Нидерланды)                 | 1:0  | Металлист                                   |
| 1988/89 | Кубок кубков   | 2-й квалификационный раунд | Металлист                                   | 0:0  | Рода (Керкраде, Нидерланды)                 |
| 2007/08 | Кубок УЕФА     | 1-й квалификационный раунд | Эвертон (Ливерпуль, Англия)                 | 1:1  | Металлист                                   |
| 2007/08 | Кубок УЕФА     | 1-й квалификационный раунд | Металлист                                   | 2:3  | Эвертон (Ливерпуль, Англия)                 |
| 2008/09 | Кубок УЕФА     | 1-й квалификационный раунд | Бешикташ (Стамбул, Турция)                  | 1:0  | Металлист                                   |
| 2008/09 | Кубок УЕФА     | 1-й квалификационный раунд | Металлист                                   | 4:1  | Бешикташ (Стамбул, Турция)                  |
| 2008/09 | Кубок УЕФА     | Групповой раунд            | Металлист                                   | 0:0  | Герта (Берлин, Германия)                    |
| 2008/09 | Кубок УЕФА     | Групповой раунд            | Галатасарай (Стамбул, Турция)               | 0:1  | Металлист                                   |
| 2008/09 | Кубок УЕФА     | Групповой раунд            | Металлист                                   | 1:0  | Олимпиакос (Пирей, Греция)                  |
| 2008/09 | Кубок УЕФА     | Групповой раунд            | Бенфика (Лиссабон, Португалия)              | 0:1  | Металлист                                   |
| 2008/09 | Кубок УЕФА     | 1/16 финала                | Сампдория (Генуя, Италия)                   | 0:1  | Металлист                                   |
| 2008/09 | Кубок УЕФА     | 1/16 финала                | Металлист                                   | 2:0  | Сампдория (Генуя, Италия)                   |
| 2008/09 | Кубок УЕФА     | 1/8 финала                 | Динамо (Киев, Украина)                      | 1:0  | Металлист                                   |
| 2008/09 | Кубок УЕФА     | 1/8 финала                 | Металлист                                   | 3:2  | Динамо (Киев, Украина)                      |
| 2009/10 | Лига Европы    | 3-й квалификационный раунд | Риека (Риека, Хорватия)                     | 1:2  | Металлист                                   |
| 2009/10 | Лига Европы    | 3-й квалификационный раунд | Металлист                                   | 2:0  | Риека (Риека, Хорватия)                     |
| 2009/10 | Лига Европы    | 4-й квалификационный раунд | Штурм (Грац, Австрия)                       | 1:1  | Металлист                                   |
| 2009/10 | Лига Европы    | 4-й квалификационный раунд | Металлист                                   | 0:1  | Штурм (Грац, Австрия)                       |
| 2010/11 | Лига Европы    | 4-й квалификационный раунд | Омония (Никосия, Кипр)                      | 0:1  | Металлист                                   |
| 2010/11 | Лига Европы    | 4-й квалификационный раунд | Металлист                                   | 2:2  | Омония (Никосия, Кипр)                      |
| 2010/11 | Лига Европы    | Групповой раунд            | Дебрецен (Дебрецен, Венгрия)                | 0:5  | Металлист                                   |
| 2010/11 | Лига Европы    | Групповой раунд            | Металлист                                   | 0:2  | ПСВ (Эйндховен, Нидерланды)                 |
| 2010/11 | Лига Европы    | Групповой раунд            | Металлист                                   | 2:1  | Сампдория (Генуя, Италия)                   |
| 2010/11 | Лига Европы    | Групповой раунд            | Сампдория (Генуя, Италия)                   | 0:0  | Металлист                                   |
| 2010/11 | Лига Европы    | Групповой раунд            | Металлист                                   | 2:1  | Дебрецен (Дебрецен, Венгрия)                |
| 2010/11 | Лига Европы    | Групповой раунд            | ПСВ (Эйндховен, Нидерланды)                 | 0:0  | Металлист                                   |
| 2010/11 | Лига Европы    | 1/16 финала                | Металлист                                   | 0:4  | Байер (Леверкузен, Германия)                |
| 2010/11 | Лига Европы    | 1/16 финала                | Байер (Леверкузен, Германия)                | 2:0  | Металлист                                   |
| 2011/12 | Лига Европы    | 4-й квалификационный раунд | Металлист                                   | 0:0  | Сошо (Сошо, Франция)                        |
| 2011/12 | Лига Европы    | 4-й квалификационный раунд | Сошо (Сошо, Франция)                        | 0:4  | Металлист                                   |
| 2011/12 | Лига Европы    | Групповой раунд            | Аустрия (Вена, Австрия)                     | 1:2  | Металлист                                   |
| 2011/12 | Лига Европы    | Групповой раунд            | Металлист                                   | 1:1  | АЗ (Алкмар, Нидерланды)                     |
| 2011/12 | Лига Европы    | Групповой раунд            | Мальмё (Мальмё, Швеция)                     | 1:4  | Металлист                                   |
| 2011/12 | Лига Европы    | Групповой раунд            | Металлист                                   | 3:1  | Мальмё (Мальмё, Швеция)                     |
| 2011/12 | Лига Европы    | Групповой раунд            | Металлист                                   | 4:1  | Аустрия (Вена, Австрия)                     |
| 2011/12 | Лига Европы    | Групповой раунд            | АЗ (Алкмар, Нидерланды)                     | 1:1  | Металлист                                   |
| 2011/12 | Лига Европы    | 1/16 финала                | Ред Булл (Зальцбург, Австрия)               | 0:4  | Металлист                                   |
| 2011/12 | Лига Европы    | 1/16 финала                | Металлист                                   | 4:1  | Ред Булл (Зальцбург, Австрия)               |
| 2011/12 | Лига Европы    | 1/8 финала                 | Металлист                                   | 0:1  | Олимпиакос (Пирей, Греция)                  |
| 2011/12 | Лига Европы    | 1/8 финала                 | Олимпиакос (Пирей, Греция)                  | 1:2  | Металлист                                   |
| 2011/12 | Лига Европы    | 1/4 финала                 | Спортинг (Лиссабон, Португалия)             | 2:1  | Металлист                                   |
| 2011/12 | Лига Европы    | 1/4 финала                 | Металлист                                   | 1:1  | Спортинг (Лиссабон, Португалия)             |
| 2012/13 | Лига Европы    | 4-й квалификационный раунд | Динамо (Бухарест, Румыния)                  | 0:2  | Металлист                                   |
| 2012/13 | Лига Европы    | 4-й квалификационный раунд | Металлист                                   | 2:1  | Динамо (Бухарест, Румыния)                  |
| 2012/13 | Лига Европы    | Групповой раунд            | Байер (Леверкузен, Германия)                | 0:0  | Металлист                                   |
| 2012/13 | Лига Европы    | Групповой раунд            | Металлист                                   | 2:0  | Рапид (Вена, Австрия)                       |
| 2012/13 | Лига Европы    | Групповой раунд            | Русенборг (Тронхейм, Норвегия)              | 1:2  | Металлист                                   |
| 2012/13 | Лига Европы    | Групповой раунд            | Металлист                                   | 3:1  | Русенборг (Тронхейм, Норвегия)              |
| 2012/13 | Лига Европы    | Групповой раунд            | Металлист                                   | 2:0  | Байер (Леверкузен, Германия)                |
| 2012/13 | Лига Европы    | Групповой раунд            | Рапид (Вена, Австрия)                       | 1:0  | Металлист                                   |
| 2012/13 | Лига Европы    | 1/16 финала                | Ньюкасл Юнайтед (Ньюкасл-апон-Тайн, Англия) | 0:0  | Металлист                                   |
| 2012/13 | Лига Европы    | 1/16 финала                | Металлист                                   | 0:1  | Ньюкасл Юнайтед (Ньюкасл-апон-Тайн, Англия) |
| 2013/14 | Лига чемпионов | 3-й квалификационный раунд | ПАОК (Салоники, Греция)                     | 0:2  | Металлист                                   |
| 2013/14 | Лига чемпионов | 3-й квалификационный раунд | Металлист                                   | 1:1  | ПАОК (Салоники, Греция)                     |
| 2013/14 | Лига чемпионов | Раунд плей-офф             | Шальке 04 (Гельзенкирхен, Германия)         | DQ   | Металлист                                   |
| 2013/14 | Лига чемпионов | Раунд плей-офф             | Металлист                                   | DQ   | Шальке 04 (Гельзенкирхен, Германия)         |
| 2014/15 | Лига Европы    | 4-й квалификационный раунд | Рух (Хожув, Польша)                         | 0:0  | Металлист                                   |
| 2014/15 | Лига Европы    | 4-й квалификационный раунд | Металлист                                   | 1:0  | Рух (Хожув, Польша)                         |
| 2014/15 | Лига Европы    | Групповой раунд            | Металлист                                   | 1:2  | Трабзонспор (Трабзон, Турция)               |
| 2014/15 | Лига Европы    | Групповой раунд            | Локерен (Локерен, Бельгия)                  | 1:0  | Металлист                                   |
| 2014/15 | Лига Европы    | Групповой раунд            | Металлист                                   | 0:1  | Легия (Варшава, Польша)                     |
| 2014/15 | Лига Европы    | Групповой раунд            | Легия (Варшава, Польша)                     | 2:1  | Металлист                                   |
| 2014/15 | Лига Европы    | Групповой раунд            | Трабзонспор (Трабзон, Турция)               | 3:1  | Металлист                                   |
| 2014/15 | Лига Европы    | Групповой раунд            | Металлист                                   | 0:1  | Локерен (Локерен, Бельгия)                  |

## Тренеры
«ХПЗ»/«Зенит»
- Владимир Вацек, Константин Ус (1925—1938)
- Константин Демченко, Константин Ус (1938—1941)
- Константин Ус (1941—1945)

«Трактор»
- Константин Ус (1945)

«Дзержинец»
- Адам Бем (1946, 1947, 1948)
- Николай Усиков (1949, 1950, 1951, 1952, 1953, 1954, 1955)

«Авангард»
- Александр Шевцов (1956)
- Иван Золотухин (1957, 1958)
- Виталий Зуб (1959)
- Александр Пономарёв (1960, 1961)
- Виталий Зуб, Виктор Жилин (1962)
- Виктор Жилин, Виктор Новиков (1963)
- Виктор Новиков (1964)
- Евгений Елисеев (1965)
- Евгений Елисеев, Виктор Каневский (1966)

«Металлист»
- Виктор Каневский (1967, 1968, 1969, 1970, 1971)
- Виктор Терентьев, Юрий Войнов (1972)
- Юрий Войнов (1973)
- Николай Королёв, Виталий Зуб (1974)
- Виталий Зуб, Олег Ошенков (1975)
- Олег Ошенков, Адольф Поскотин (1976)
- Евгений Лемешко (1977, 1978, 1979, 1980, 1981, 1982, 1983, 1984, 1985, 1986, 1987, 1988)
- Леонид Ткаченко (1989, 1990, 1991)
- Леонид Ткаченко (1992)
- Виктор Аристов, Сергей Доценко (1992/93)
- Евгений Лемешко, Александр Довбий (1993/94)
- Виктор Камарзаев (1994/95)
- Виктор Камарзаев, Виктор Удовенко (1995/96)
- Виктор Удовенко, Михаил Фоменко (1996/97)
- Михаил Фоменко (1997/98, 1998/99, 1999/00)
- Леонид Ткаченко, Виталий Шалычев (2000/01)
- Михаил Фоменко (2001/02)
- Михаил Фоменко, Валентин Крячко (2002/03)
- Геннадий Литовченко (2003/04)
- Геннадий Литовченко, Александр Заваров (2004/05)
- Мирон Маркевич (2005/06, 2006/07, 2007/08, 2008/09, 2009/10, 2010/11, 2011/12, 2012/13)
- Мирон Маркевич, Игорь Рахаев (2013/14)
- Игорь Рахаев (2014/15)
- Александр Севидов, Александр Призетко (2015/16)

## Рекордсмены клуба

### Игроки с наибольшим количеством голов
Данные приведены по состоянию на  01 июля 2017 года  
| #  | Имя                | Период    | Чемпионаты | Кубки | Еврокубки | Всего |
| -- | ------------------ | --------- | ---------- | ----- | --------- | ----- |
| 1  | Марко Девич        | 2006—2014 | 84         | 4     | 10        | 98    |
| 2  | Николай Королёв    | 1956—1969 | 82         | 4     | 0         | 86    |
| 3  | Владимир Линке     | 1976—1996 | 77         | 4     | 0         | 81    |
| 4  | Юрий Тарасов       | 1983—1994 | 61         | 11    | 2         | 74    |
| 5  | Нодар Бачиашвили   | 1978—1982 | 67         | 1     | 0         | 68    |
| 6  | Клейтон Шавьер     | 2010—2015 | 46         | 2     | 11        | 59    |
| 7  | Юрий Цымбалюк      | 1973—1981 | 52         | 4     | 0         | 56    |
| 8  | Александр Карабута | 1991—2000 | 46         | 5     | 0         | 51    |
| 9  | Жажа Коэльо        | 2007—2015 | 35         | 3     | 4         | 42    |
| 10 | Станислав Берников | 1977—1983 | 37         | 4     | 0         | 41    |

### Игроки с наибольшим количеством матчей
Данные приведены по состоянию на  1 июля 2017 года  
| #  | Имя                 | Период    | Чемпионаты | Кубки | Еврокубки | Всего |
| -- | ------------------- | --------- | ---------- | ----- | --------- | ----- |
| 1  | Александр Горяинов  | 1993—2016 | 427        | 34    | 41        | 502   |
| 2  | Владимир Линке      | 1976—1996 | 351        | 25    | 0         | 376   |
| 3  | Николай Королёв     | 1956—1969 | 353        | 8     | 0         | 361   |
| 4  | Иван Панчишин       | 1985—1998 | 282        | 35    | 4         | 321   |
| 5  | Евгений Панфилов    | 1958—1969 | 312        | 8     | 0         | 320   |
| 6  | Юрий Сивуха         | 1976—1989 | 268        | 38    | 2         | 308   |
| 7  | Папа Гуйе           | 2006—2015 | 211        | 16    | 54        | 281   |
| 8  | Александр Савченко  | 1965—1973 | 260        | 15    | 0         | 275   |
| 9  | Виктор Аристов      | 1966—1973 | 254        | 16    | 0         | 270   |
| 10 | Александр Косолапов | 1974—1983 | 249        | 17    | 0         | 266   |

## Факты
- Первый официальный футбольный матч прошёл в Харькове 8 мая 1910 года между первой и второй командами города на стандартном футбольном поле, во дворе нынешнего театрального факультета Харьковского института искусств, по улице Чернышевской, 79, возле так называемого Дома с химерами.
- Самым дорогим футболистом в истории клуба стал аргентинский полузащитник Алехандро Гомес, контракт с которым в августе 2013 года обошёлся в 11 миллионов евро.